# Taishi Tsukamoto
Taishi Tsukamoto (塚本 泰史 Tsukamoto Taishi?), född 4 juli 1985 i Saitama prefektur, är en japansk före detta fotbollsspelare.
Tsukamoto började sin karriär 2008 i Omiya Ardija. Han spelade 27 ligamatcher för klubben. Han avslutade karriären 2010.